# Erina
Erina  è un nome proprio di persona italiano femminile.

## Varianti
- Maschili: Erino[1][2]

## Origine e diffusione
Di difficile interpretazione a causa della mancanza di documentazione in proposito, potrebbe essere considerato una variante del nome Irene, o anche un diminutivo di nomi quali Ero ed Erio.

## Onomastico
L'onomastico si può festeggiare il 5 maggio in memoria di santa Irene da Lecce, chiamata anche sant'Erina, vergine e martire.

## Persone
- Erina Russo de Caro, giornalista e scrittrice italiana

## Il nome nelle arti
- Erina Nakiri è la protagonista femminile della serie Anime e Manga Food Wars! - Shokugeki no Soma.
- Erina Pendleton è un personaggio della serie Anime e Manga Le bizzarre avventure di JoJo.